# Martín Domínguez (footballeur)
Ne doit pas être confondu avec Martín Domínguez Barberá.
José Antonio Martín Domínguez, né le 4 avril 1964 à Sant Joan Despí (province de Barcelone, Espagne), est un footballeur international espagnol qui jouait au poste de milieu de terrain.

## Biographie
Il se forme dans les catégories inférieures du FC Barcelone. Il débute en équipe première lors de la saison 1984-1985 profitant de la grève des joueurs professionnels. Il joue avec le FC Barcelone B entre 1986 et 1988.
En 1988, il est recruté par l'UE Figueres.
En 1989, il rejoint Osasuna où il reste jusqu'en 1994. Il est titulaire durant les trois premières saisons, puis remplaçant les deux dernières. Avec Osasuna, il joue en tout 137 matchs et marque 10 buts. Son bon niveau lui permet d'être sélectionné en équipe d'Espagne avec qui il joue trois matchs.
En 1994, il est recruté par l'Atlético Marbella où il met un terme à sa carrière en 1996.

## Palmarès
Avec le FC Barcelone :
- Champion d'Espagne en 1985